# New and improved Lorelai
New and improved Lorelai (en castellano: La nueva y mejorada Lorelai) es el 110° episodio de la serie de televisión norteamericana Gilmore Girls, el primero de la sexta temporada.

## Resumen del episodio
Luke acepta la propuesta de matrimonio hecha por Lorelai y ahora ambos se disponen a celebrar el nuevo capítulo de sus vidas, sin embargo Luke se avergüenza cuando todo el pueblo se entera de que fue Lorelai la que le propuso matrimonio. También, cuando Luke elige un anillo para ella luego de ver los muchos que Kirk tenía, debe soportar las bromas de éste; Lorelai descubre que Luke había comprado la casa Twickham, pero la había devuelto poco después. Los ciclistas siguen en el pueblo y Taylor empieza a hartarse.
Por otra parte, Rory le comunica a su amiga Paris que ya no irá a Yale el siguiente año, y esta cree que es por culpa de Logan, así que va a hablar con Lorelai para que intente convencer a su hija de volver a la universidad. Pero Lorelai está muy dolida aún porque sus padres decidieron el futuro de Rory sin haberle preguntado antes, y les envía las pertenencias de su hija y les dice que pueden quedarse con ella. 
Richard contrata a un abogado, amigo suyo y de buena reputación, para que consiga una ligera condena para Rory; sin embargo la jueza del caso le da a Rory una condena de 300 horas de servicios comunitarios en 6 meses. 
Logan le organiza a Rory una fiesta "criminal" en su honor, y sigue sin creer que ella ya no irá a la universidad y no planificará algo jamás. Por su parte, Babette se entera de que hay un problema entre Lorelai y Rory, pero Luke lo minimiza.

## Errores
- Emily entra a la casa de Lorelai y un poco atrás le sigue Michelle, pero en la siguiente toma ella aparece más atrás de donde debería estar y él adelante.
- ¿Cómo es posible que el abogado de Rory no conozca su verdadero nombre?
- Lorelai presenta Paris a Luke pero ambos ya se habían conocido (en el episodio Richard in Stars Hollow), y además París formó un escándalo sonado en Stars Hollow cuando se emborrachó con el ponche de Patty en el episodio To live and let Diorama.